# Appletini
Appletini er en drink som består af vodka og enten æblejuice, æblecider eller æblelikør og stammer oprindelig fra Sydney, Australien.
Den serveres typisk med en skive æble på glasset.